# Silesia Ultramarathon
Silesia Ultramarathon – bieg uliczny na dystansie 50 km prowadzony ulicami czterech śląskich miast: Katowic, Siemianowic Śląskich, Mysłowic i Chorzowa.
Pomysłodawcą biegu i prowadzącym imprezę jest Bohdan Witwicki – biegacz, promotor aktywności fizycznej i sportu, prezes fundacji Silesia Pro Active.
Trasa Silesia Ultramarathon posiada międzynarodowy atest.

## Historia
Pierwsza edycja Silesia Ultramarathon wystartowała w roku 2019. Bieg organizowany jest co roku, w pierwszą niedzielę października i towarzyszy dwóm innym biegom: Silesia Marathon (42,195 km) i Silesia Półmaraton (21,097 km). Start i meta zawodów usytuowane są na terenie Stadionu Śląskiego, będącego narodową areną lekkoatletyczną. Głównym partnerem biegu jest Województwo Śląskie.
Silesia Ultramarathon to jedyny bieg na dystansie 50 km prowadzony ulicam aż czterech miast.
W roku 2022 Silesia Ultramarathon otrzymał status Otwartych Mistrzostw Polski w Ultramaratonie na dystansie 50 km.

## Organizatorzy
Organizatorem biegu jest fundacja Silesia Pro Active.
Zawody rozgrywane są pod patronatem:
- Ministerstwa Sportu i Turystyki,
- Marszałka Województwa Śląskiego.[5]

## Zwycięzcy Silesia Ultramarathon[6]
| Edycja | Rok  | Mężczyźni              | Czas     | Kobiety                  | Czas     |
| ------ | ---- | ---------------------- | -------- | ------------------------ | -------- |
| VI     | 2024 | Paweł Kosek (POL)      | 03:08:09 | Wiktoria Krupowicz (POL) | 03:51:42 |
| V      | 2023 | Łukasz Wawrzynek (POL) | 03:22:11 | Olga Zatoń (POL)         | 03:45:11 |
| IV     | 2022 | Filip Inglot (POL)     | 03:07:09 | Wiktoria Krupowicz (POL) | 03:38:22 |
| III    | 2021 | Filip Inglot (POL)     | 03:19:13 | Anna Gierak (POL)        | 04:03:25 |
| II     | 2020 | Tomasz Jędrzejko (POL) | 03:31:15 | Daria Niewiadomska (POL) | 04:06:54 |
| I      | 2019 | Paweł Kosek (POL)      | 03:23:53 | Jagoda Kubiak (POL)      | 04:11:07 |